# خال‌سهره گلوصورتی
خال‌سهره گلوصورتی (نام علمی: Hypargos margaritatus) یک پرنده دانه‌خوار کوچک از خانواده سهرگان ریز است. این گونه در ساوانای خشک و زیستگاه‌های بوته‌ای مرطوب، نیمه‌گرمسیری/گرمسیری (جلگه‌ای) در نزدیکی سواحل جنوب شرقی آفریقا در موزامبیک ، آفریقای جنوبی و اسواتینی زندگی می‌کند. گستره وسیعی دارد، با گستره جهانی وقوع برآوردی 160000 کیلومتر مربع 